# Henstead
Henstead är en by i civil parish Henstead with Hulver Street, i distriktet East Suffolk, i grevskapet Suffolk, i England. Byn nämndes i Domedagsboken (Domesday Book) år 1086, och kallades då Henestede.